# Jungle Fight 54
Jungle Fight 54 foi um evento de artes marciais mistas promovido pelo Jungle Fight, ocorrido em 29 de junho de 2013 em Barra do Piraí, Rio de Janeiro.
No evento, Lúcio Abreu colocou seu cinturão em jogo contra Ivan Jorge.

## Ligações Externas
1. ↑  Pelo Cinturão Peso Leve do Jungle Fight.